# Gonzalo Alcalde Crespo
Gonzalo Alcalde Crespo (Palencia, 25 de octubre de 1953-Palencia, 2 de agosto de 2020) fue un escritor, investigador, fotógrafo e ilustrador español, conocido por sus publicaciones sobre temática palentina.
Su obra divulgativa recorre varios géneros, desde los estudios sobre el territorio natural de la Montaña Palentina, las Comarcas Naturales de las provincias de Palencia, Valladolid y Segovia, sus pueblos, su arquitectura popular y civil, así como un gran número de guías regionales y artículos en revistas especializadas en etnografía, turismo, arqueología y prehistoria, junto con colaboraciones en diferentes medios de comunicación y prensa de la Comunidad Castellano Leonesa y nacional.[cita requerida]
Falleció el 2 de agosto de 2020 en Palencia.

## Obra
Dentro de la obra de Gonzalo Alcalde, destaca el pormenorizado recorrido por la geografía de Palencia y sus comarcas. 
- La montaña palentina
- Guardo-Cervera
- Boedo-Ojeda, Aguilar y Barruelo
- La Vega, Loma y Valdavia: (Saldaña-Valdavia)
- La Tierra de Campos palentina
- El Cerrato palentino
- Aguilar de Campoo
- Valderredible

### Arquitectura rupestre
Especial importancia en su obra tienen los diversos conjuntos rupestres en el Norte de la provincia de Palencia, con obras como Ermitas rupestres de la provincia de Palencia, Inventario de ermitas, oratorios y humilladeros de la provincia de Palencia  o el artículo Un nuevo conjunto rupestre en San Totís (Corvio-Palencia)

### Arquitectura popular y civil
Del mismo modo, su preocupación por el estudio, divulgación y puesta en valor de la arquitectura popular y civil palentina queda reflejada en obras como: Palencia: barro, madera, piedra, arquitectura civil de los siglos XVI-XVII y XVIII de la provincia de Palencia: (inventario), Arquitectura hipogea en la villa de Astudillo o en artículos como el recogido en las publicaciones de la institución Tello Téllez de Meneses sobre la arquitectura vernácula en la provincia de Palencia (vivienda tradicional).

### Labor investigadora
Como investigador, Gonzalo Alcalde Crespo intervino y colaboró en diferentes proyectos de investigación histórica, etnográfica y arqueológica, participando en varias campañas de excavación en las Villas romanas de La Olmeda, Quintanilla de la Cueza, Hontoria de Cerrato o Dueñas. También participó en la Misión internacional en la cueva del Guácharo (Venezuela), así como en diversas intervenciones espeleológicas en la Cueva de los franceses o en la sima Alberich.
Fue miembro fundador de la Sociedad Española de Espeleología, miembro del Instituto de Prehistoria y Arqueología Sautuola de Santander, y académico numerario de la Institución Tello Téllez de Meneses desde el 12 de diciembre de 1995.